# Glass Tiger
Glass Tiger är ett kanadensiskt band bildat 1983, i Newmarket, Ontario.

## Biografi
Ursprungligen hette bandet 'Tokyo. Bandet bytte sedermera namn till Glass Tiger och producerade flera hitsinglar i Kanada och hade två låtar på Billboard Magazine's top 10: "Don't Forget Me (When I'm Gone)" och "Someday," vilka återfanns på bandets debutalbum, The Thin Red Line (1986), producerat av Jim Vallance.
Glass Tiger vann tre Juno Awards 1986 och två 1987. De erhöll också en nominering för en Grammy Award 1987. Efter sitt tredje album Simple Mission och en mindre turné i hemlandet 1993, tog bandet en längre paus. Sångaren Alan Frew släppte två soloalbum innan bandet återförenades och började spela tillsammans igen 2003.
2006 gav bandet en intervju i TV-programmet Entertainment Tonight Canada och gav då indikationer på att de gått in i studion för att spela in nytt material, samtidigt som bandet gav konserter i Kanada. En ny DVD betitlad "Glass Tiger Live in Concert" inspelad på bandets första turné 1986 släpptes samma år.

## Medlemmar
- Alan Frew - (född 8 november 1956, i Skottland) — Sång
- Sam Reid - (född Samuel Reid, 1 december 1963, i Kanada) — Keyboards
- Al - (född 2 oktober 1966, i Montréal) — Gitarr
- Wayne Parker - (född 13 november 1960) — Elbas
- Michael Hanson - (född 1 januari 1963) — Trummor; lämnade bandet 1988
- Chris McNeill — Trummor fr.o.m. 2000

## Diskografi

### Album
| År   | Album                                                      |
| ---- | ---------------------------------------------------------- |
| 1986 | The Thin Red Line                                          |
| 1988 | Diamond Sun                                                |
| 1991 | Simple Mission                                             |
| 1993 | Air Time: The Best of Glass Tiger                          |
| 2005 | No Turning Back: 1985-2005                                 |
| 2006 | Glass Tiger: Live (Online på bandets officiella webbplats) |

## Kuriosa
- Deras låt "My Town" gästas av Rod Stewart i duett med sångaren Alan Frew.
- Deras singel "Don't Forget Me (When I'm Gone)" gästas av Bryan Adams på körsång. Adams medverkar även på deras sång "I Will Be There."